# Пятая поправка к Конституции США

Официальный текст Билля о правах

Пятая поправка к Конституции США является частью Билля о правах.
Как и другие поправки, составляющие Билль о правах, она была внесена в конгресс 25 сентября 1789 года и ратифицирована необходимым количеством штатов 15 декабря 1791 года.
Она гласит, что лицо, обвиняемое в совершении преступления, имеет право на надлежащее судебное разбирательство, не должно привлекаться к ответственности дважды за одно и то же нарушение и не должно принуждаться свидетельствовать против себя, а также что государство «не имеет права изымать частную собственность без справедливого возмещения».
Следует отметить, что в американском праве существует гарантия от повторного привлечения к ответственности, а не повторного наказания. Это означает, что если лицо было оправдано судом, повторно выдвинуть обвинение в том же преступлении невозможно.

## Текст
Никто не должен привлекаться к ответственности за караемое смертью или иным образом позорящее преступление иначе, как по представлению или обвинительному заключению Большого жюри, за исключением дел, возбуждаемых в сухопутных или военноморских силах, либо в ополчении, когда оно призвано на действительную службу во время войны на период опасного для общества положения; никто не должен за одно и то же правонарушение дважды подвергаться угрозе лишения жизни или нарушения телесной неприкосновенности; никто не должен принуждаться в уголовном деле свидетельствовать против самого себя; никто не может быть лишен жизни, свободы или собственности без надлежащей правовой процедуры; частная собственность не должна изыматься для общественного пользования без справедливого возмещения. 

## Решения ВС США о толковании поправки
- Миранда против Аризоны
- Колорадо против Конелли
- Фрэнсис против Ресвебера